# Tytthoscincus langkawiensis
Espèce
Synonymes
- Sphenomorphus langkawiensis Grismer, 2008

Tytthoscincus langkawiensis est une espèce de sauriens de la famille des Scincidae.

## Répartition
Cette espèce est endémique de l'archipel Langkawi dans l’État de Kedah en Malaisie péninsulaire.

## Description
Tytthoscincus langkawiensis mesure de 36 à 37 mm de longueur standard.

## Étymologie
Son nom d'espèce, composé de langkawi et du suffixe latin -ensis, « qui vit dans, qui habite », lui a été donné en référence au lieu de sa découverte, l'archipel Langkawi.

## Publication originale
- Grismer, 2008 : A new species of insular skink (Genus Sphenomorphus Fitzinger 1843) from the Langkawi Archipelago, Kedah, West Malaysia with the first report of the herpetofauna of Pulau Singa Besar and an updated checklist of the herpetofauna of Pulau Langkawi. Zootaxa, no 1691, p. 53-66.